# Fraktion CVP der Bundesversammlung
Die Fraktion CVP der Bundesversammlung (C) / Groupe PDC l'Assemblée fédérale (C) / Gruppo PPD l'Assemblea federale (C) war die christlich-demokratische Parlamentarierfraktion der Schweizerischen Bundesversammlung von 2011–2019.

## Fraktion
Die CVP-Fraktion vertrat 13,5 Prozent Wähleranteil (Wahlen 2015). Ihr gehörten 30 Nationalräte (NR) und 13 Ständeräte (SR) an: 27 Nationalräte und 13 Ständeräte der Christlichdemokratischen Volkspartei der Schweiz (CVP), 2 Nationalrätinnen der Evangelischen Volkspartei der Schweiz (EVP) und 1 Nationalrat der CSP Obwalden.
Die gemeinsame Bundeshausfraktion der CVP und der EVP wurde als Nachfolger der Fraktion CVP/EVP/glp 2011 gebildet. Sie war in ihren Entscheidungen unabhängig von anderen Parteiorganen, sie stützte sich jedoch auf die Ziele und Programme von CVP und EVP. Die Nominierung der CVP-Kandidaten für die Bundesratswahlen gehörte in die alleinige Zuständigkeit der CVP-Bundeshausfraktion.
Nach den Wahlen 2019 bildete sich die Mitte-Fraktion als Nachfolgefraktion.

## Fraktionsleitung
Präsidium
Fraktionspräsident war Filippo Lombardi (TI/SR), die Vizepräsidenten waren Viola Amherd (VS/NR) und Pirmin Bischof (SO/SR), Präsident der CVP-Ständeratsgruppe.
Vorstand
Dem Fraktionsvorstand gehörten die 4 Präsidiumsmitglieder, ex officio die CVP-Bundesrätin, der Präsident der CVP Schweiz und weitere 5 Parlamentarier an.
Sekretariat
Das Fraktionssekretariat wurde bis Ende 2013 von Alexandra Perina-Werz geführt, ab Januar 2014 war Florian Robyr Fraktionssekretär.

## Zusammensetzung
| Legislatur | Jahre     | Mitglieder | Ständerat | Nationalrat | Stimmenanteil NR                            |
| 50.        | 2015–2019 | 43         | 13        | 30          | 11,6 % (CVP) + 1,9 % (EVP) + 0,4 % (CSP OW) |
| 49.        | 2011–2015 | 44         | 13        | 31          | 12,3 % (CVP) + 2,0 % (EVP) + 0,4 % (CSP OW) |